# A séf
A séf (eredeti cím: Chef) a 2014-ben bemutatott amerikai filmvígjáték-dráma. A filmet rendezője, forgatókönyvírója és főszereplője Jon Favreau. Egyéb szerepekben John Leguizamo, Scarlett Johansson, Dustin Hoffman és Robert Downey Jr. látható.
Az Amerikai Egyesült Államokban 2014. május 9-én, Magyarországon 2014. október 2-án mutatták be.

## Cselekménye
A film főszereplője egy elismert séf, Carl Casper, aki munkáját tartja leginkább szeme előtt, ezzel elhanyagolva fiát. Egyik nap összeszólalkozik a Twitteren Ramsey Michael ételkritikussal, akit csípős hozzászólásokkal illet, emiatt kirúgják az állásából. A munkanélküli séf volt felesége, Inez javaslatára elfogadja a nő volt pasijának, Marvinnak a munkaajánlatát és egy büféskocsiban kezd dolgozni. A kocsival be akarja járni egész Amerikát, ebben az utazásban vele tart legjobb barátja, Martin és fia, Percy is, hogy megmutassák neki: a főzésen kívül is vannak szép dolgok az életben.

## Szereplők
| Színész            | Szerep         | Magyar hang         |
| ------------------ | -------------- | ------------------- |
| Jon Favreau        | Carl Casper    | Gesztesi Károly     |
| John Leguizamo     | Martin         | Kálloy Molnár Péter |
| Bobby Cannavale    | Tony           | Király Attila       |
| Emjay Anthony      | Percy          | Bogdán Gergő        |
| Scarlett Johansson | Molly          | Solecki Janka       |
| Dustin Hoffman     | Riva           | Tahi Tóth László    |
| Sofía Vergara      | Inez           | Pikali Gerda        |
| Oliver Platt       | Ramsey Michel  | Berzsenyi Zoltán    |
| Amy Sedaris        | Jen            | Farkasinszky Edit   |
| Robert Downey Jr.  | Marvin         | Fekete Ernő         |
| Russell Peters     | zsaru Miamiban | Kapácsy Miklós      |

## Filmzene
A film hivatalos zenei CD-jét a Milan Records adta ki 2014. május 6-án, 3 nappal a film bemutatója előtt. Az album leginkább latin jazz, New Orleans jazz és blues zeneszámokat tartalmaz, amik háttérként szolgálnak a történetvezetéshez, amíg a szereplők azokon a városokon haladnak át, ahol az adott műfaj a legjellemzőbb (pl. Miami vagy New Orleans). Az albumon előforduló számokat a film zenei felügyelője (music supervisor), Mathieu Schreyer válogatta össze, míg a többi háttérzene Lyle Workman munkája.
| Sz. | Cím                                                    | Szerző                                        | Hossz |
| --- | ------------------------------------------------------ | --------------------------------------------- | ----- |
| 1.  | "I Like It Like That"                                  | Pete Rodriguez                                | 4:25  |
| 2.  | "Lucky Man"                                            | Courtney John                                 | 3:16  |
| 3.  | "A Message to You, Rudy"                               | Grant Phabao, Carlton Livingston, Lone Ranger | 5:50  |
| 4.  | "Cavern"                                               | Liquid Liquid                                 | 5:17  |
| 5.  | "C.R.E.A.M"                                            | El Michels Affair                             | 2:54  |
| 6.  | "Hung Over"                                            | The Martinis                                  | 2:07  |
| 7.  | "Que Se Sepa"                                          | Roberto Roena                                 | 3:14  |
| 8.  | "Ali Baba"                                             | Louie Ramirez                                 | 4:16  |
| 9.  | "Homenaje al Benny (Castellano Que Bueno Balia Usted)" | Gente de Zona                                 | 4:00  |
| 10. | "Mi Swing Es Tropical"                                 | Quantic, Nickodemus                           | 3:56  |
| 11. | "Bustin' Loose"                                        | Rebirth Brass Band                            | 3:55  |
| 12. | "Sexual Healing"                                       | Hot 8 Brass Band                              | 4:59  |
| 13. | "When My Train Pulls In"                               | Gary Clark Jr.                                | 7:13  |
| 14. | "West Coast Poplock"                                   | Ronnie Hudson and the Street People           | 5:29  |
| 15. | "Oye Como Va"                                          | Perico Hernandez                              | 4:06  |
| 16. | "La Quimbumba"                                         | Perico Hernandez                              | 6:05  |
| 17. | "One Second Every Day"                                 | Lyle Workman                                  | 2:22  |

## Bemutató
A film premierje 2014. március 7-én volt a South by Southwest (SXSW) filmfesztiválon, aminek ez volt a nyitófilmje, a fesztiválon Favreau mellett jelen volt még a stábból Leguizamo, Anthony és Platt is. Később, áprilisban a Tribeca Filmfesztiválon is bemutatták a filmet.